# Стефанос Стефанопулос
Стефанос Стефанопулос (грец. Στέφανος Στεφανόπουλος; 1898 — 4 жовтня 1982) — грецький політичний діяч, тимчасовий прем'єр-міністр у 1965—1966 роках.